# Gare de Monthey
La gare de Monthey est une gare ferroviaire de la ligne St-Gingolph–Bouveret–Monthey–St-Maurice (dite aussi ligne du Tonkin), située à Monthey, dans le canton du Valais en Suisse.
C'est une gare des Chemins de fer fédéraux (CFF) desservie par des trains RER Valais.

## Situation ferroviaire
Établie à 406 mètres d'altitude, la gare de Monthey est située au point kilométrique (PK) 6,05 de la Ligne St-Gingolph–Bouveret–Monthey–St-Maurice (voie unique), entre les halte de Collombey et de Massongex.

## Histoire
À l'ouverture en 1859, de la ligne de chemin de fer Le Bouveret - St-Maurice, la gare était située à 700 mètres du centre ville de Monthey car le responsable de la Compagnie de la Ligne d'Italie, Adrien de Lavalette voulait une liaison rectiligne et la plus courte possible. Les problèmes financiers de la compagnie, ont amené cette compagnie à négliger la construction des différentes gares du Valais, dont celle de Monthey. Ce n'est que lors de la reprise de la compagnie à la suite de sa faillite, par la Compagnie de la Suisse-Occidentale que les gares furent construites entre 1874 et 1878.
Le 1er février 1908, une liaison de chemin de fer entre la gare CFF et la gare du Aigle - Ollon - Monthey - Champéry (AOMC), distantes d'environ 700 mètres, fut ouverte. Cette ligne d'environ 2 km fut fermée le 11 juillet 1976 et remplacée par une ligne de bus.
En 2011, les CFF ont procédé à la rénovation des guichets et des locaux d’accueil de la clientèle de la gare de Monthey.
En janvier 2012, deux lignes de bus urbains reliant Monthey à Collombey-Muraz voient le jour

## Service des voyageurs

### Accueil
Le guichet de la gare CFF est ouverte du lundi au vendredi de 09h00 à 12h00 et de 13h20 à 18h00.

### Desserte
Monthey est desservie par des trains RER Valais des relations Brigue - Saint-Gingolph (ou Le Bouveret, ou Monthey).

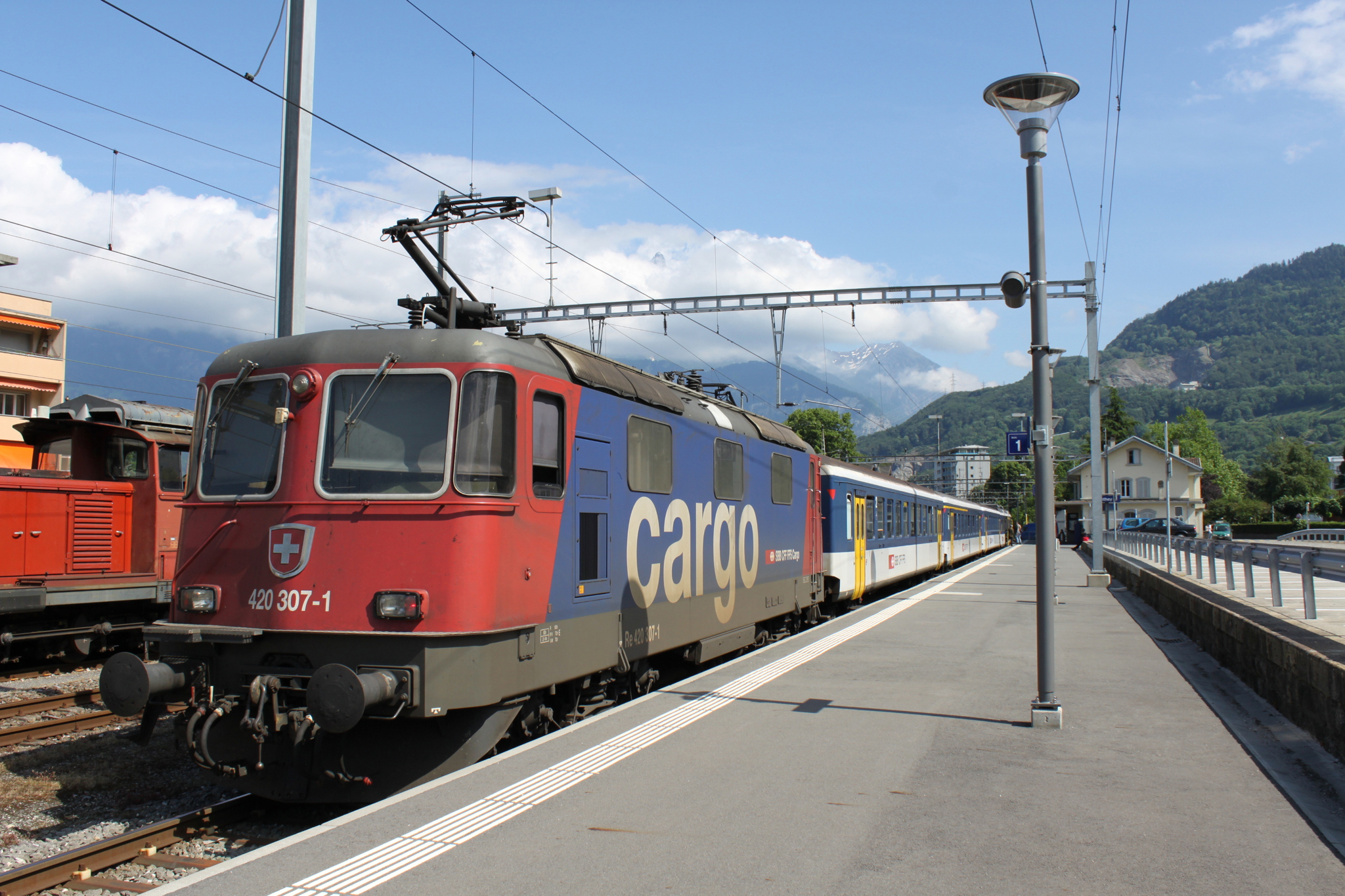
Desserte en 2009.

| Gare de départ | Gare précédente | Trains                   | Gare suivante | Gare terminus |
| -------------- | --------------- | ------------------------ | ------------- | ------------- |
| Brigue         | Massongex       | R91 RER Valais \| Wallis | Collombey     | St-Gingolph   |
| Brigue         | Massongex       | R91 RER Valais \| Wallis | Collombey     | Le Bouveret   |
| Brigue         | Massongex       | R91 RER Valais \| Wallis | Terminus      | Terminus      |

### Matériel roulant
| Exploitant                  | Catégorie        | Matériel roulant                                                          |
| --------------------------- | ---------------- | ------------------------------------------------------------------------- |
| régionales                  |                  |                                                                           |
| SBB CFF FFS (RegionAlps SA) | Regio RER Valais | NPZ Domino (RBDe 560 + 1 à 3 voitures intermédiaires INOVA de Bombardier) |

### Intermodalité
Transports publics du Chablais (TPC)
- Lignes de bus TPC
  - Ligne 61 : Monthey - Troistorrents - Morgins
  - Ligne 62 : Monthey - Choëx - Chenarlier
  - Ligne 63 : Monthey - Choëx - Les Cerniers
  - Ligne 65 : Bus urbain Monthey 1
  - Ligne 67 : Bus urbain Monthey 2
- Ligne ferroviaire AOMC : Aigle-Ollon-Monthey-Champéry

CarPostal
- Ligne 64 : Monthey - Les Neyres - Collombey
- Ligne 130 : St-Gingolph – Bouveret – Monthey – St-Maurice
- Ligne 151 : Bex le Châtel - Bex - Bex gare - Monthey - Monthey-Ville, hôpital

Une autre liaison possible avec la ligne du Simplon est la liaison par la ligne des Transports publics du Chablais qui relie Monthey à Aigle. Mais les gares de l'AOMC (Aigle-Ollon-Monthey-Champéry) et des CFF sont distantes de 700 mètres. 